# Futuro Luminoso
O Futuro Luminoso (islandês: Björt framtíð) é um partido social-liberal e europeísta da Islândia, filiado ao Partido da Aliança dos Democratas e Liberais pela Europa. 

Foi fundado em 2012 pelo deputado rebelde Guðmundur Steingrímsson do Partido do Progresso.

O presidente do partido é Björt Ólafsdóttir.

## Resultados eleitorais
Nas eleições parlamentares de 2016 o partido recebeu 7,2 % dos votos, tendo ganho 4 lugares no Parlamento da Islândia .